# 安盛公正中心
安盛公正中心（AXA Equitable Center，原稱公正大樓或公正中心西翼）是美國一座高752英尺（229.3米）的摩天大樓，共有54層，位於紐約市第七大道787號，介於51街和52街之間。該大樓建於1985年，設計師為愛德華 • 拉若比 • 巴恩斯（Edward Larrabee Barnes）。為安盛金融部門的總部。2016年2月9日，CalPERS 宣布以 19 億美元的價格購買該建築物。
2019年6月10日，一架「阿古斯塔（Agusta）AW109E型」輕型直升機徑直撞向該大樓樓頂，直升機上沒有乘客，58歲駕駛員麥考密克（Tim McCormack）當場死亡，大樓隨後被疏散，並沒有傷亡報告。該大廈距離特朗普大樓800米，臨近時代廣場，內有銀行、保險公司及律師行，而天台並無直升機坪。紐約市長白思豪指直升機似乎是硬着陸，沒有證據顯示事件是恐襲。